# كود كونامي

كود كونامي

كود كونامي (بالإنجليزية: Konami Code)‏ هو كود الغش الذي يظهر في العديد من ألعاب الفيديو التي أنتجتها شركة كونامي، وأيضا ظهر الكود في بعض الألعاب الأخرى لشركات غير كونامي. كان أول استخدام للكود عام 1986 في لعبة جراديوس (Gradius) لجهاز نينتندو إنترتينمنت سيستم. وانتشر بين اللاعبين في أمريكا الشمالية في لعبة كونترا.
- بعض المواقع الالكترونية لديها إيستر إيغ تظهر عند كتابة كود كونامي:
  - في قارىء جوجل كود كونامي يعرض نينجا صغير في الشريط العرضي للجانب الأيسر. رمز زر «أحب» يتحول إلى «قلب» وعند النقر على ه، عشرات من القلوب تطير في الشاشة.
  - في دايلي موشن اكتب كود كونامي خلال توقف عرض الفيديو يعرض رسائل على الفيديو، ويُرجع هذه الأخيرة ويغير شكل المؤشر إلى مكبرة تشويه.[1]